# Transporte de segmentos

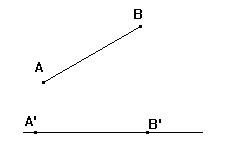
Transporte de Segmento

Para transportar um segmento AB marca-se um ponto qualquer na reta que receberá o segmento e, com a abertura do compasso AB, determina-se o ponto B’.